# Toledo (Minas Gerais)
Toledo est une municipalité brésilienne de l'État du Minas Gerais et la microrégion de Pouso Alegre..

## Géographie
Toledo se situe à une latitude de 22° 44′ 35″ sud et une longitude de 46° 22′ 19″ ouest, son altitude est de 1128 mètres. Sa population, selon le recensement démographique exécuté par l'IBGE en 2010 est de 5761 habitants . Elle a une surface de 136,133 km2. avec une densité démographique de 42,32 habitants par km2. Toledo est traversée par le  Rio Camanducaia
Les municipalités limitrophes sont : Munhoz au nord et au nord-est, Itapeva à l'est, Extrema au sud-est et les paulistes Pedra Bela au sud-ouest et Socorro à l'ouest.
Actuellement, la cité de Toledo a accès à la Rodovia Fernão Dias (BR-381), à Extrema(MG), à Munhoz(MG) et à Pedra Bela(SPSP) par des routes pavées.

## Histoire
L'endroit fut découvert par Simão de Toledo Pizza (1612-1668), et s'y créa le peuplement appelé Campanha de Toledo. La région fut longtemps contestée entre l'État de São Paulo et l'État de Minas Gerais. En 1841, fut construite la chapelle de São José et dix ans plus tard, le peuplement fut élevé à district dépendant de Camanducaia et ensuite d'Extrema.
Le district devint une municipalité le 27 décembre 1953 sous le nom de Campanha de Tolede puis Toledo.

## Économie
L'économie était tournée vers l'agriculture spécialement la pomme de terre. Actuellement , l'agriculture se diversifie vers l'arracacha, la courgette, le brocoli...
Le tourisme se développe utilisant les ressources naturelles dont 16 chutes d'eau et améliorant l'accès par pavement des rues.